# John Scott (Politiker, 1784)

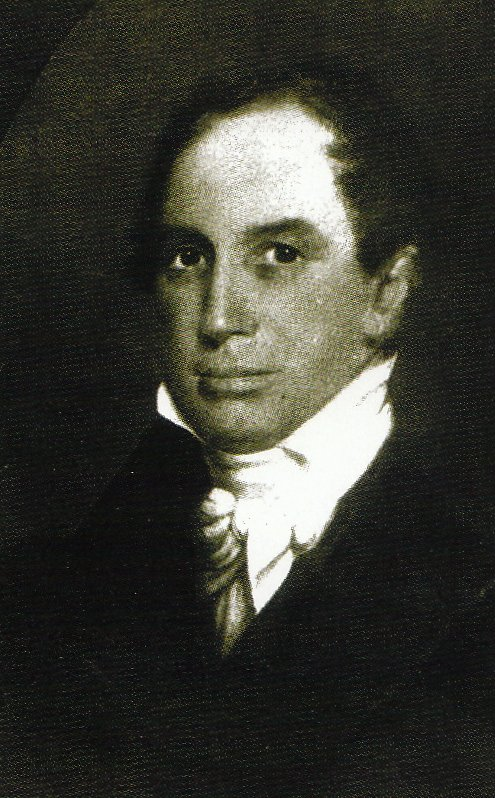
John Scott

John Scott (* 25. Dezember 1784 bei Gettysburg, Pennsylvania; † 22. September 1850 in Alexandria, Pennsylvania) war ein US-amerikanischer Politiker. Zwischen 1829 und 1831 vertrat er den Bundesstaat Pennsylvania im US-Repräsentantenhaus.

## Werdegang
Im Jahr 1806 zog John Scott nach Alexandria, wo er als Gerber und Schuhmacher arbeitete. Während des Britisch-Amerikanischen Krieges war er Major in den amerikanischen Streitkräften. Von 1819 bis 1820 saß er als Abgeordneter im Repräsentantenhaus von Pennsylvania. In den 1820er Jahren schloss er sich der Bewegung um den späteren US-Präsidenten Andrew Jackson an und wurde Mitglied der von diesem 1828 gegründeten Demokratischen Partei.
Bei den Kongresswahlen des Jahres 1828 wurde Scott im zwölften Wahlbezirk von Pennsylvania in das US-Repräsentantenhaus in Washington, D.C. gewählt, wo er am 4. März 1829 die Nachfolge von John Mitchell antrat. Da er im Jahr 1830 nicht bestätigt wurde, konnte er bis zum 3. März 1831 nur eine Legislaturperiode im Kongress absolvieren. Seit dem Amtsantritt von Präsident Jackson im Jahr 1829 wurde innerhalb und außerhalb des Kongresses heftig über dessen Politik diskutiert. Dabei ging es um die umstrittene Durchsetzung des Indian Removal Act, den Konflikt mit dem Staat South Carolina, der in der Nullifikationskrise gipfelte, und die Bankenpolitik des Präsidenten.
Nach dem Ende seiner Zeit im US-Repräsentantenhaus nahm John Scott bis 1842 seine früheren Tätigkeiten wieder auf. Danach zog er sich in den Ruhestand zurück. Er starb am 22. September 1850 in Alexandria, wo er auch beigesetzt wurde. Sein Sohn John (1824–1896) wurde US-Senator. Dessen jüngerer Bruder George (1829–1903) bewarb sich unter anderem im Jahr 1868 erfolglos um das Amt des  Gouverneurs von Florida.